# フィボナッチ・リトレースメント

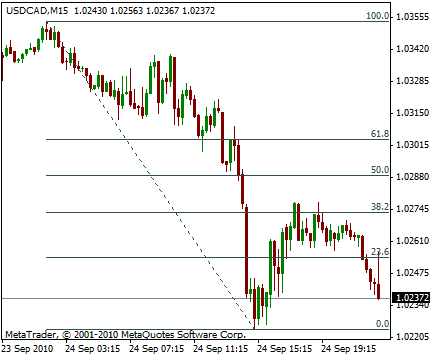
米ドル/カナダ・ドルの為替相場に対して示されたフィボナッチ・リトレースメント・レベル。このケースでは、価格は下落を続ける前に約38.2%値を戻している。

金融において、フィボナッチ・リトレースメントとは、チャート上のサポートとレジスタンス（ en:support and resistance ）の水準を導出するテクニカル分析の一手法である。名前の由来は、この手法がフィボナッチ数列を利用することによる。フィボナッチ・リトレースメントは、市場が、予測可能な一定割合の反発/反落の後、本来の方向への値動きを続ける、という考えに基づいている。
フィボナッチ・リトレースメントは、チャート上で2つの極値（上値と下値）を取り、その差分を主要なフィボナッチ比率で分割することで得られる。0.0% は反発/反落の始点とされ、100.0%が本来の値動きに対する完全な反発/反落である。ひとたびこれらの水準が決まれば、数本の水平線がサポートとレジスタンスの想定水準を示すものとして描かれる。

## フィボナッチ比率
フィボナッチ比率は、比率として表される数学的な関係であり、フィボナッチ数列から導出される。
主要なフィボナッチ比率は、0%, 23.6%, 38.2%, 61.8%, 及び100%である。
{\displaystyle F_{100\%}=\left({\frac {1+{\sqrt {5}}}{2}}\right)^{0}=1\,}
主要フィボナッチ比率0.618は、フィボナッチ数列上の数を、その直後の数で割ることで得られる値である。
例: 8/13は約0.6154、55/89は約0.6180。
{\displaystyle F_{61.8\%}=\left({\frac {1+{\sqrt {5}}}{2}}\right)^{-1}\approx 0.618034\,}
比率0.382は、フィボナッチ数列上の数を、その2つ後の数で割ることで得られる値である。
例: 34/89は約0.3820。
{\displaystyle F_{38.2\%}=\left({\frac {1+{\sqrt {5}}}{2}}\right)^{-2}\approx 0.381966\,}
比率0.236は、フィボナッチ数列上の数を、その3つ後の数で割ることで得られる値である。
例: 55/233は約0.2361。
{\displaystyle F_{23.6\%}=\left({\frac {1+{\sqrt {5}}}{2}}\right)^{-3}\approx 0.236068\,}
比率ゼロは:
{\displaystyle F_{0\%}=\left({\frac {1+{\sqrt {5}}}{2}}\right)^{-\infty }=0\,}

### その他の比率
比率0.764は、1から0.236を引くことで得られる。
{\displaystyle F_{76.4\%}=1-\left({\frac {1+{\sqrt {5}}}{2}}\right)^{-3}\approx 0.763932\,}
比率0.786は:
{\displaystyle F_{78.6\%}=\left({\frac {1+{\sqrt {5}}}{2}}\right)^{-{\frac {1}{2}}}\approx 0.786151\,}
比率0.500は、1 (フィボナッチ数列の2番目の数)を2(フィボナッチ数列で3番目の数)で割ることで得られる。
{\displaystyle F_{50\%}={\frac {1}{2}}=0.500000\,}